# Hissa Hilal
Hissa Hilal al-Malihan al-'Unzi (Arabia Saudí, siglo XX), conocida como Hissa Hilal (en árabe: حصة هلال‎ ), es una poetisa saudí que también ha publicado bajo el seudónimo de Remia (en árabe ريميه). Se hizo famosa fuera del mundo árabe cuando recitó un poema contra las fetuas en el programa de telerrealidad emiratí Million's Poet (El poeta del millón) y se convirtió en la primera mujer en llegar a la final del programa.

## Trayectoria
Hilal, cuyo nombre completo es Hissa Hilal al-Malihan al-'Unzi, nació en el noroeste de Arabia Saudí, cerca de Jordania, en una comunidad beduina y empezó a escribir poesía a los 12 años, incluso sobre temas de escritura y justicia, que ocultaba a su familia porque no la aprobaba. Asistió a la escuela secundaria en Baréin, donde conoció la literatura inglesa clásica, pero no pudo asistir a la universidad por motivos económicos.
Consiguió publicar algunos de sus poemas en periódicos y revistas saudíes mientras trabajaba en un puesto administrativo en un hospital de Riad y utilizó el dinero de sus primeras ventas para comprar un fax y poder escribir artículos de arte desde casa. Hilal trabajó como editora y corresponsal para varios periódicos y revistas de Arabia Saudí y la región del Golfo Pérsico y también fue editora de poesía de al-Hayat. Publicó dos colecciones de poesía, The Language of the Sand Heap (1993) y The Bedewed One. Durante este tiempo, escribió bajo el seudónimo de Remia.
Según dijo, casarse le dio más libertad creativa respecto a su familia y que sus cuatro hijos son una fuente de estabilidad. Su marido también es poeta. Hilal había querido concursar en temporadas anteriores de Million's Poet, pero su marido, aunque no le negó el permiso escrito que ella, como mujer saudí, necesitaba para viajar fuera del país, dudó en concedérselo. Hasta la cuarta temporada no le dio el permiso. Recibió elogios por parte del jurado y del público del concurso.  Uno de los jueces dijo que la fuerza de su poesía reside en la invención de imágenes, que es poderosa y siempre tiene un mensaje y una opinión firme, incluso sobre temas controvertidos. El poema más famoso de Hilal en el concurso fue El caos de las fatuas,  donde critica en ritmos dáctilos a los clérigos "bárbaros" que dirigen su país, condenando la violencia y las restricciones de derechos precipitadas por su postura fundamentalista. El poema se consideró una respuesta específica a las recientes declaraciones del jeque Abdul-Rahman al-Barrak, que pedía que se condenara a muerte a los partidarios de la integración sexual. Hilal recibió amenazas de muerte en Internet por este poema. Dijo que utiliza un lenguaje y unas imágenes provocadoras en sus poemas, como una descripción de los clérigos fundamentalistas que evoca una imagen de terroristas suicidas, porque el extremismo es muy fuerte y no se puede hablar de él de otra manera. El poema de Hilal de la semana siguiente constaba de 15 versos sobre un tema similar y le valió la máxima puntuación de la ronda, un puesto en la final y los elogios del jurado por su valentía.
El poema de Hilal en la penúltima ronda decía que los medios de comunicación, tema elegido por los jueces, podían utilizarse para luchar contra la ignorancia y la censura. "Me uno a los pájaros de la luz en una batalla de iluminación, queremos alzarnos con un mundo que lucha contra su ignorancia".
Hilal quedó en tercer lugar en el concurso por lo que obtuvo 3 millones de dírhams. Consiguió que asistieran a la final más mujeres que nunca. Su obra final fue un discurso de la poetisa a sus poemas: "Tienes un ala ondulante / No te traicionarán tus cielos abiertos". Recibió la mayor puntuación del jurado que es el 60% de la puntuación final, pero no obtuvo el suficiente voto del público para ganar el concurso.
The Independent escribió que Million's Poet es un lugar particularmente notable para su mensaje, dado el conservadurismo de su formato, que promueve la poesía tradicional y puede llegar a una audiencia más amplia y conservadora que los espectáculos de talentos de influencia occidental. Como el género es respetado y tradicional, el contenido puede superar los límites. Hilal agregó que dado que los clérigos extremistas pueden mantener el apoyo usando los términos y expresiones religiosas que están profundamente arraigados en la psique de todos, los moderados deberían contrarrestarlos utilizando una retórica similar en lugar de un lenguaje moderno con el que la gente no se identifica. Los analistas han sugerido que esta forma de poesía se utiliza cada vez más para debatir los problemas sociales y que la participación de Hilal probablemente fomentará esa tendencia.
La aparición de Hilal en el programa llevando el nicab tuvo repercusión en los medios de comunicación. Afirmó que lo hizo para que sus familiares varones, que apoyan su poesía, no fueran criticados por otros hombres y que esperaba que sus hijas no tuvieran que cubrirse el rostro. Hilal dijo que su experiencia llevando el nicab mientras viajaba fuera de Arabia Saudí fue parte de lo que le llevó a componer El caos de las fatuas. Las reacciones negativas que recibió de los occidentales le hicieron pensar en cómo los extremistas de su propia religión han dado mala fama a todos los musulmanes.

## Obra
Después de participar en Million's Poet, Hilal publicó varios libros más.
- 2010 - Divorce and Kholu Poetry: A Reading of the Status of Women in Tribal Society and Nabati Poetry as a Witness. Es una colección de poemas escritos antes de 1950 por mujeres beduinas. Hilal editó la colección que, a su juicio, demuestra la libertad de expresión y la autonomía en asuntos familiares que tenían las mujeres de Arabia Saudí en generaciones anteriores.[6][15] El libro contiene poemas de cincuenta poetisas de diferentes tribus beduinas y consta de dos secciones El derecho a elegir y Rechazo y resistencia.[2][4] La fecha de composición de los poemas varía, el más antiguo tiene más de dos siglos y el más nuevo unos cuarenta años. Hilal dice que este libro narra que las mujeres de la tribu solían recitar poemas pidiendo el divorcio y cuando sus maridos los oían, se divorciaban de ellas.[4] Muchos de los poemas del libro fueron recogidos por primera vez por Abdallah ibn Raddas en las décadas de 1950 y 1960 y se basan en relatos de la tradición oral sobre mujeres que buscaban la separación de sus maridos ya fuera por su deseo de independencia y libre expresión, por su frustración con el marido, por una familia política prepotente o sexista o por su firme respuesta a las órdenes de divorcio iniciadas por los maridos. La antología de Hilal va en contra de la idea predominante de que la sociedad moderna es más civilizada que la sociedad tribal de antaño e ilustra las diferencias entre los roles de género en las comunidades beduinas del desierto y en las comunidades urbanas que llegaron a dominar.
- 2011 - Enlightenment. Es una compilación de los poemas de Hilal de la última década e incluye El caos de Fatwas.